# Unclassified Affections
Unclassified Affections ist ein Jazzalbum von Dan Weiss. Die Aufnahmen erschienen am 6. Juni 2025 auf Pi Recordings.

## Hintergrund
Neben seiner Arbeit als Sideman mit Musikern wie des Modern Creative wie dem Pianisten Matt Mitchell, dem Saxophonisten Jon Irabagon, dem Gitarristen Miles Okazaki und dem Bassisten Trevor Dunn arbeitet der Schlagzeuger Dan Weiss kontinuierlich an seiner eigenen Aufnahmeprojekten. In den frühen 2020er-Jahren bevorzugte er Trio-Formationen, wie etwa für das Album Dedication (2022) (mit Bassist Thomas Morgan und Pianist Jacob Sacks) und Even Odds (2024) (mit Mitchell und Saxophonist Miguel Zenón). Für „Unclassified Affections“, Weiss‘ fünfte Veröffentlichung für Pi Recordings, entschied er sich jedoch für ein Quartettformat.
Dan Weiss’ Unclassified Affections enthält sieben Kompositionen, die der Schlagzeuger speziell für die beteiligten Musiker geschrieben hatte: Peter Evans an der Trompete, Patricia Brennan am Vibraphon und Miles Okazaki an der Gitarre. Das Titelstück und seine Eröffnungsstücke sind nach einer Passage aus Virginia Woolf Roman „Die Fahrt zum Leuchtturm“ benannt („Er war natürlich nicht ‚verliebt‘; es war eine jener grenzenlosen Zuneigungen, von denen es so viele gibt“). Andere Stücke verwenden Formulierungen aus Werken von Charles Dickens, Herman Melville und George Orwell.

## Titelliste
- Dan Weiss: Unclassified Affections (Pi108 – Pi Recordings)[3]

1. Unclassified Affections 4:34
2. Holotype 7:28
3. Perfection’s Loneliness 6:45
4. Mansions of Madness 5:18
5. Consoled Without Consolations 6:48
6. Existence Ticket 8:10
7. Plusgood 7:45
8. Dead Wail Revelry 9:38

Die Kompositionen stammen von Dan Weiss.

## Rezeption

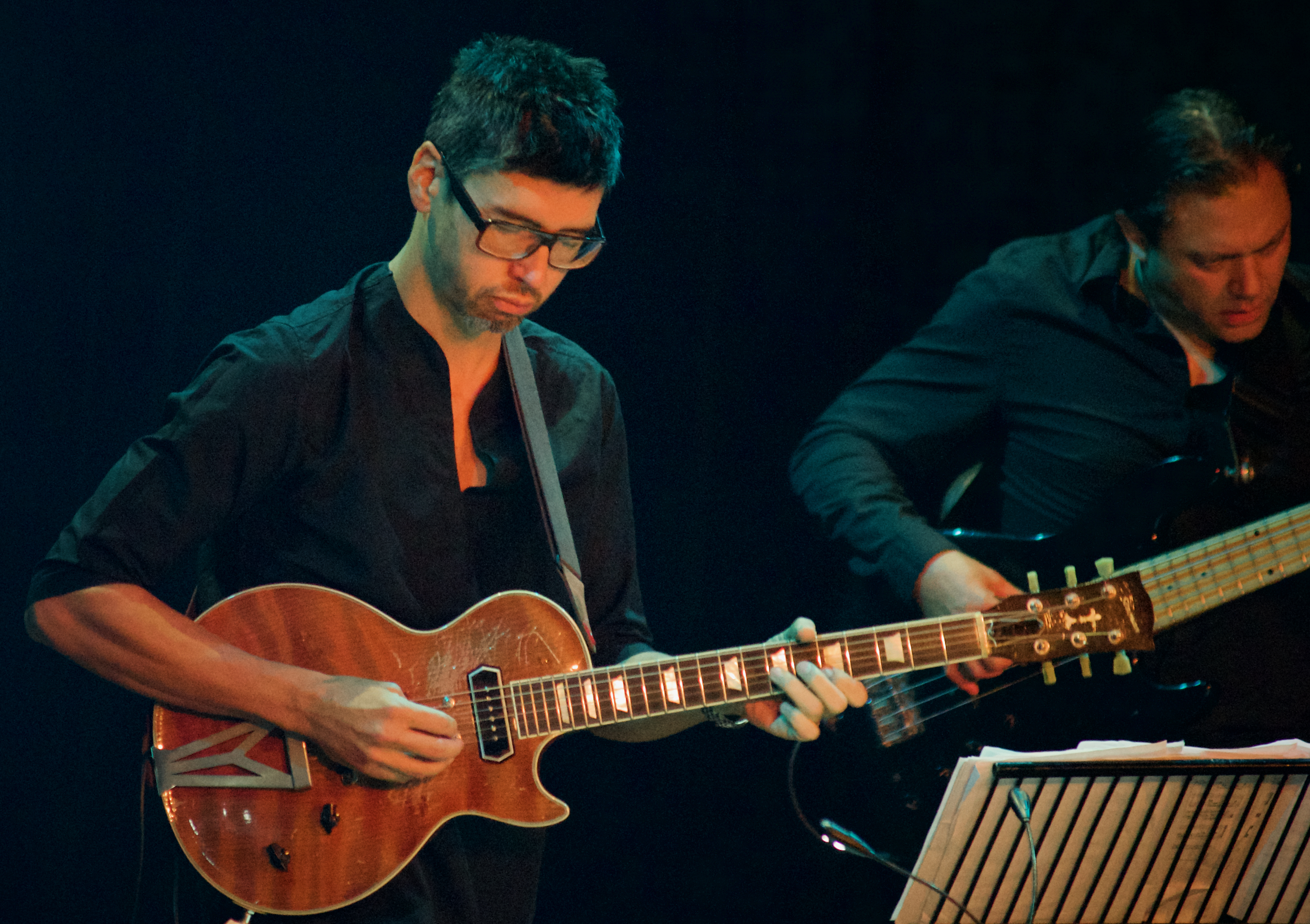
Miles Okazaki (2021)

Nach Ansicht von Troy Dostert, der das Album in All About Jazz rezensierte, würde Weiss zusammen mit Okazaki, Brennan und Peter Evans die dynamischen und klanglichen Möglichkeiten dieser bemerkenswert flexiblen und sympathetischen Gruppe ausgiebig nutzen. Die acht Stücke seien nuanciert und immer wieder überraschend und würden die Feinheiten von Rhythmus und Textur erkunden. Weiss’ technische Fertigkeiten seien zwar typischerweise offensichtlich, doch arbeite er eng mit seinen Kollegen zusammen, da das Kollektiv die Besonderheiten jedes einzelnen Stücks sorgfältig herausarbeite.
Die literarischen Referenzen würden Weiss’ neu entdeckte Liebe zur Lektüre klassischer Romane und seine Neuinterpretation des Komponierens als vielschichtige, subtile und polyrhythmisch anmutende Art des Geschichtenerzählens widerspiegeln, in der verschiedene Melodielinien, kontrapunktisches Zusammenspiel, Harmonie und Dissonanz die komplexe Geschichte erzählen, meinte Eyal Hareuveni (Salt Peanuts). Daher könne man Unclassified Affections als ein acht Kapitel umfassendes, „labyrinthisches Mysterium“ erleben, wobei jedes Stück mehr von diesem Mysterium enthülle, das von einer eindringlichen Zärtlichkeit geprägt sei, die in einer magischen Welt spiele. Weiss’ sorgfältig strukturierte Kompositionen, speziell für Evans, Brennan und Okazaki geschrieben, würden deren erfinderische, improvisatorische Qualitäten voll ausschöpfen. Als meisterhafter Rhythmusarchitekt bewahre Weiss jedoch stets den Fluss der spontanen Energie. Die Musik setze auf raumgreifendeTexturen, und Brennans sanftes, resonantes Vibraphon im Zusammenspiel mit Okazakis introspektiven Gitarrenlinien betone diesen weiten, offenen Raum, während Weiss’ präzises Schlagzeugspiel das vierstimmige, Rashomon-artige Mysterium lenke und die Erzählung verändere. Dieses Mysterium erfordere wiederholtes Hören, um alle nuancierten Hinweise seiner einfallsreichen Geschichte zu entdecken.
Das Album gelangte auf Position 11 der Halbjahresliste (1/2025) des Francis Davis Jazz Critics Poll.